# República de Baja California
República de Baja California, fue un fracasado intento del 3 de noviembre de 1853 al 8 de mayo de 1854 donde pretendía desmembrar a México creando una república, iniciando con una invasión filibustera en la Paz (Baja California Sur) por William Walker, para después anexarla a Estados Unidos. Eso fue poco después de que Estados Unidos se apropiara de grandes extensión territoriales mexicanas, en los tiempos de presidente mexicano Antonio López Santa Anna. 
Posteriormente pretenderían invadir Sonora, anexarla y proclamar como república (que incluiría Baja California y Sonora) y, posteriormente, formarían parte de los Estados Unidos de América. Después de haber capturado en La Paz a Rafael Espinosa, jefe político de la península, William Walker proclamó la península de Baja California como una república independiente, que posteriormente formaría parte de la República de Sonora. El 10 de enero de 1854 pasó a ser parte de la República de Sonora, lo cual fracasó y se disolvió el 8 de mayo de 1854.

## Historia
William Walker, quien pretendía fundar una nueva república, juntando la extensión de Sonora con la península de la Antigua California, ya conocida como la Baja California. Por supuesto que su verdadera intención era la anexión a la vecina nación del norte que se hallaba en plena expansión. Para situar esta acción en el tiempo y la condición política que se vivía en esos momentos, cabe decir que coincidieron varios factores que facilitaban los planes de invasión de Walker. Así pues, aprovechando esta serie de circunstancias, Walker consideró que era el momento adecuado para la consecución de sus fines anexionistas.
William Walker realizó su primera acción en la localidad de  La Paz en  Baja California, donde alzó una bandera que representaba el  Territorio de Baja California. Allí proclamó, el 3 de noviembre de 1853, que la  Baja California era libre, soberana e independiente. Después de una victoria sobre un pequeño contingente mexicano, la opinión a favor hacia la expedición creció en Estados Unidos, y nuevos refuerzos partieron en el bergantín Anita con 230 aventureros.

## "Razones de Walker"
William Walker lanzó una proclama según decía, de libertad, soberanía e independencia de la nueva república de Baja California, donde explicaba sus acciones con este "razonamiento”. "El gobierno mexicano durante mucho tiempo ha dejado de cumplir sus deberes hacia la Baja California. Cortado su territorio por el tratado de Guadalupe Hidalgo de toda comunicación directa con el resto de México; las autoridades centrales (en este caso la del generalísimo Antonio López de Santa Anna) han manifestado poco interés en los puntos de la península de California”.
"La posición geográfica de la provincia le hace ser distinta y separada de sus intereses de las otras partes de la República Mexicana. Sin embargo, sus lazos morales y sociales con México han sido mucho más débiles que los lazos físicos. Por lo tanto, había que hacerla independiente para poder desarrollar sus recursos y efectuar su organización social. La riqueza mineral y pastoral de  Baja California es muy grande; pero para desarrollarla se necesita buen gobierno y la protección del trabajo y la propiedad. México es incapaz de proporcionar esos requisitos para alcanzar el merecido crecimiento y desarrollo de esta península. El territorio, bajo el gobierno mexicano, siempre quedará salvaje y sin cultivos, lleno de gente indolente y medio civilizada, que no quiere la entrada de extranjeros a su región. Yo y mis compañeros de armas hemos actuado bajo esas consideraciones. Ponemos el triunfo de nuestra empresa en nuestra fe, que es la que rige el destino de las naciones y las guía por los caminos del progreso y el desarrollo”.

## Gobierno
La República no tenía un código civil propio, sino que usó el del estado de Louisiana, ya que el filibustero William Walker el noviembre de 1853, estableció: "Desde ahora y en adelante a esta fecha, el código civil y el código de procedimientos del estado de Louisiana se acatarán para el gobierno y ley en tanto que las cortes de la república son organizados". El código de Louisiana fue elegido porque tenía una legislación esclavista, a comparación si hubiera sido elegido el de California u otro estado que no tuviera dicha legislación, ya que su propósito verdadero de "la nueva república" era traer a la unión americana un estado esclavista más. Se considera que este decreto es un indicador de la situación política del proyecto filibustero de William Walker, y probablemente no se refiera a que en lo concreto se pensara en que el objetivo fuera introducir esclavos en la nueva república desde África o de algunas de las antiguas colonias antillanas.